# Ljudlekslänken

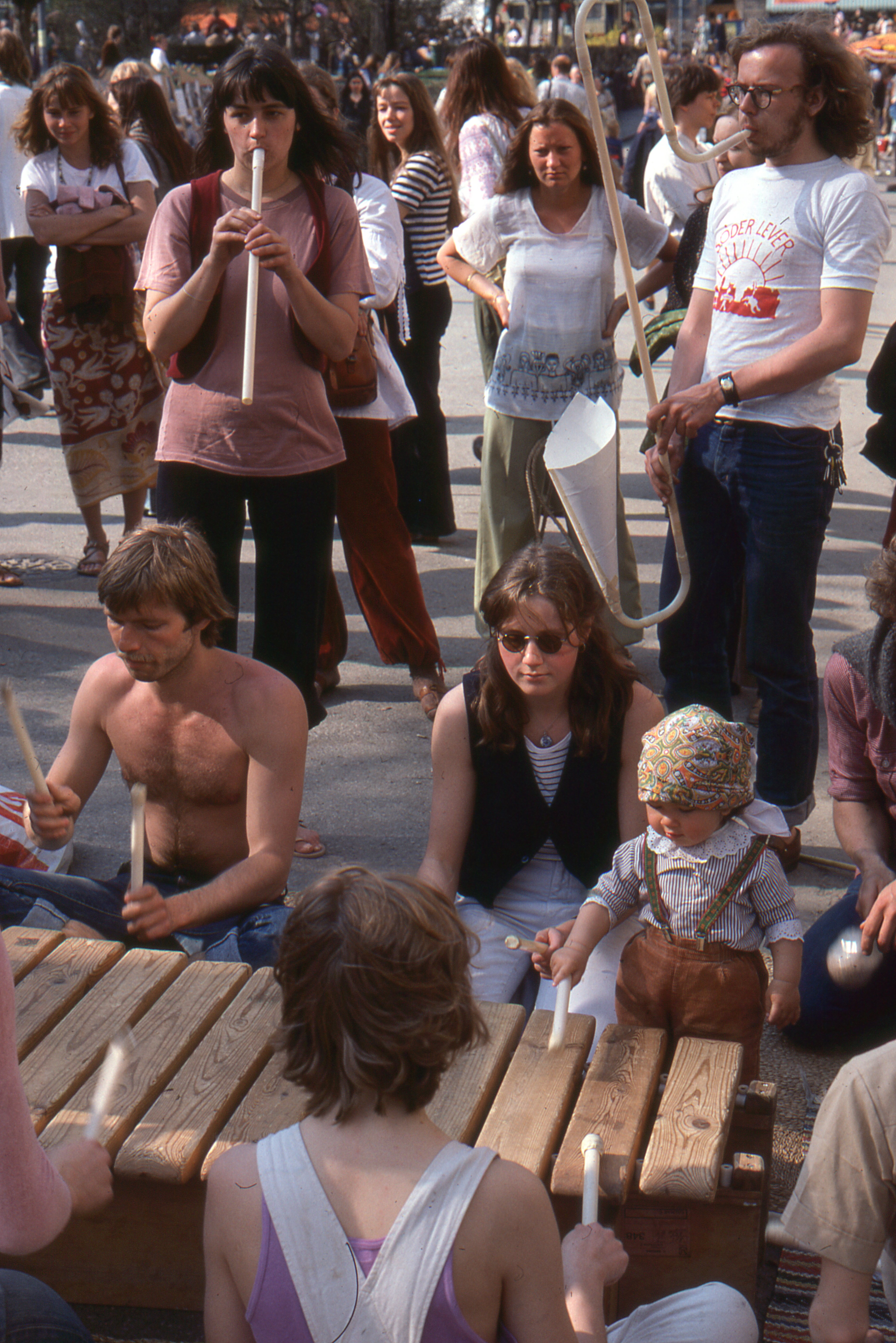
Samspel på Söderfestivalen 1979 med Ljudlekslänkens instrument.

Ljudlekslänken var en musikgrupp som verkade mellan 1974 och 1985. Gruppens verksamhet gick ut på att träffa och spela tillsammans med grupper av vuxna och barn på institutioner som förskola och skola eller på öppna verkstäder och musikfester. Man utvecklade spelsätt med gemensam improvisation som kunde användas av alla och uppfann även en serie enkla instrument som deltagare kunde bygga och spela på i samband med träffarna, utbildningarna och festivalerna. Kurser och utställningar ägde rum på bland annat Moderna museet och dåvarande Musikmuseet i Stockholm och turnéer i landet genomfördes, bland annat med ett stort studiedagsprojekt under fyra år med förskolepersonal. Man medverkade i TV-program och hade kurser i instrumentbygge på Musikhögskolan. Gruppen tog också fram en bok, Instrument att bygga och spela på, vilken användes i många pedagogiska sammanhang, till exempel på förskoleutbildningar. Man utgjorde en aktiv del i den spela-själv-kultur som existerade vid tiden.

## Historia
Ljudlekslänken samverkade först med dåvarande Rikskonserters försöksverksamhet med social och pedagogisk inriktning. Gruppen bildades av enskilda anställda i försöken, som tillsammans med andra också träffades på informella träffar med spel, dans, meditation med mera. Så småningom skaffade man en lokal och tog in jobb gemensamt som man fördelade mellan sig och hade gemensam planering och utvärderingar. Under den tiden var man ett femtontal personer. Efter det stora studiedagsprojektet (se nedan), verkade man som fri musikgrupp, med verksamhetsstöd av Kulturrådet  tillsammans med framträdande musikgrupper. Medan de senare skickade in band med framträdanden för att godkännas, skickade Ljudlekslänken in inspelningar från sina spelträffar med barn och vuxna och berättande om sina idéer. Under den senare tiden jobbade 5–6 personer tätare ihop kontinuerligt med fyradagarsvecka på dagtid och tog in alla intäkter till månadslöner.
Gruppens arbete ledde bland annat till att försöksverksamheten permanentades till en förskoleverksamhet på Rikskonserter, som verkade ett antal år, dit två från gruppen gick över. Verksamheten hade också viss betydelse för en yrkesutbildning, kallad musikhandledarutbildningen, där gruppen också ledde en enveckaskurs. Från 1995 förs gruppens arv vidare och vidareutvecklas av medlemmen Anders Erkéus med Låta och sajten soundwell.com.

## Ideologi och metod
Gruppen utgick ifrån att alla kan använda musik som ett kommunikationsmedel, ett eget kulturellt uttryck att använda i samspelssituationer.  Med utgångspunkt i biologiska  och sociala egenskaper som alla har (puls, språkrytm, tonfall, och en ursprunglig förmåga att kommunicera via ljud), tog man fram grundläggande metoder och sätt att samspela som främjade kreativitet, lyssnande och en känsla för musikens grundelement. Man betraktade alla ljud som möjliga att använda i ett musikaliskt samspel. Det kunde handla om spel med samlade personalgrupper eller yrkesgrupper, där man också kunde prata om personliga erfarenheter av musik, möjligheter och begränsningar för musicerande i dagliga verksamheten mm. Det kunde handla om musikstunder bland grupper av barn och vuxna på förskolor, skolor, parklekar mm, där fokus låg på att få med alla i samspelet, ofta att få de vuxna att bidra med egen kreativitet och få barnen att  bli mer lyssnande. Och det handlade om att få igång och få ökad kvalitet på spontant samspel med besökare på festivaler och utställningar med ljudmaskiner och liknande. Där kunde man använda stora samspelsinstrument (stora xylofoner och stortrummor av trä) tillsammans med instrument som man kunnat bygga på platsen, liksom instrument som folk haft med sej. Ljudlekslänkens folk uppmuntrade och deltog i ett spontant "jammande"  för att främja lyssnande och kvalitet, detta genom det sätt man gav sej in i spelet på. Antingen lyssnande efter en puls eller ett rytmiskt centrum att betona, när detta behövdes, eller bidra med utveckling, kontrast och förnyelse när detta behövdes. Ett samspel fick gärna hålla på länge, eftersom lyssnandet blev bättre med tiden när deltagarna "landat" i musiken. Gruppens metoder gav alltid utrymme för någon form av eget skapande för alla deltagare, med plats för absoluta nybörjare och syfte till behållning för dem som var mer vana.
De musikinstrument man utvecklade, lät deltagare bygga och använda var till för att främja de gemensamma spelsätten. Att bygga ett eget instrument och spela på det vid samma tillfälle underlättade att ge sej in i samspel utan förutfattade meningar kring hur instrumentet ska låta. Instrumenten behövde också vara enkla att få ljud i och inte kräva stora tekniska kunskaper. Det var instrument som kunde byggas på någon timme eller två, enkla varianter av alla instrumentfamiljer, sträng, blås och rytminstrument. Gruppen tillhandahöll material, passande verktyg, blad med beskrivningar och prototyper att utgå ifrån.

## Några verksamheter
Ljud lek och musik på dagis och lekis – mellan 1975 och 1979 - Framställning och turné med studiedagspaket för förskolepersonal, där 12 000 personer fått bygga ett eget instrument och spela på detsamma, leka med ljud och bandspelare och prata om musik i arbetssituationen. Det skedde med hjälp av framtagna lådor med verktyg, bandspelare och material och lokala specialutbildade handledare, vilket möjliggjorde att en från gruppen kunde leda/överse  stora grupper av vuxna.
Ljudlek i Flemingsberg - Under hösten 1980- våren 1981 genomfördes bland annat 104 gruppträffar med 600 barn och deras vuxna. Man byggde instrument och musicerade med i stort sett alla daghemsbarn, dagbarnvårdarbarn och lågstadiebarn i området. Dessutom förekom personalkurser och kontakter med parklek, hyresgästförening och andra lokala grupper. Projektet avslutades med två minikarnevaler, ”musiktåg” genom områdets två delar. 
Söderfestivalen, Stockholm, 1978, 1979, 1981, 1982 och 1984. En av många utomhusfestivaler där gruppen tillhandahöll ett enkelt instrumentbygge och olika instrument att spela på, inkluderande stora xylofoner (amadindor/träspel) för samspel.  
 Världsmusikfestivalen, Stockholm, 1979 och 1980.  
Undervisning på Musikhögskolan, där man presenterade sin pedagogik och sina instrument för blivande musiklärare några gånger.
Utställning och verksamhet på Moderna Museets verkstad, med bygge och verksamhet kring en stor Ljudskulptur. Bland annat i samverkan med gruppen Arbete och Fritid, 1978 och 1979.
Permanentutställningen Klåjnk (1980-1985), en stor iglooliknande struktur med tre inre rum med olika sorters instrument byggdes och underhölls på Musikmuseet och verksamhet kring denna ägde rum.
Medverkan i TV-program med Ett Minne För Livet (tillsammans med musiker från Iskra, Archimedes badkar och Fläsket Brinner).
Därtill ett par hundra spelträffar med barngrupper och deras vuxna på enskilda daghem, skolor, fritidsgårdar, parklekar, kvartersverksamheter, bibliotek och med hörselskadade. Kurser för vuxna hölls  på förskoleseminarier, lärar- och fritidspedagogutbildningar, vårdutbildningar, SMI, S:t Eriks folkhögskola och Norrköpings Musikforum. Man deltog också med verkstäder och spel på festivaler i Hallsberg, Österbybruk, Skogås och i Stockholm på Mariahissen och Kvinnokulturfestivalen.

## Gruppens medlemmar
Gruppen bestod av musikkunniga personer med mycket olika bakgrund, som examinerade från musikhögskolan, rockmusiker, sociologer, antropolog, dansare, barnpedagoger och organisationspedagoger. Personerna medverkade kortare eller längre perioder.
I samverkan med Rikskonserter
Solveig Bark, Leif Ljungberg, Ratje Vierth, Ulli Heyden, Karin Ljungberg, Inger Svensson, Hans-Göran Thoresson
Även som fri grupp
Anders Erkéus, Mona Hård, Roger Gustavsson, Micke Käll, Mili Palm, Håkan Agnsäter, Göran Freese, Åke Näslund, Kerstin Oijens, Lasse Petterson
Enbart i fria gruppen
Elisabeth Ekman, Micke Svernby, Lasse Holmberg, Kjell Bergqvist